# Kazimierz Wardak
Kazimierz Wardak (* 4. März 1947; † 25. Oktober 2020) war ein polnischer Mittelstreckenläufer, der sich auf die 800-Meter-Distanz spezialisiert hatte.
Er gewann zwei Medaillen mit der polnischen Mannschaft bei den Leichtathletik-Halleneuropameisterschaften: Silber in der gemischten Staffel 1970 in Wien und Silber in der 4-mal-800-Meter-Staffel 1971 in Sofia.
Seine persönliche Bestzeit von 1:46,6 min stellte er am 28. Juni 1971 in Warschau auf.